# Mira Gincburg
Mira Gincburg, née à Łódź le 13 janvier 1884 et morte à New York en 1949, est une médecin et psychanalyste suisse d'origine russo-polonaise. Pionnière de la psychanalyse en Suisse, elle exerce comme analyste d'enfants et est membre fondateur de la Société suisse de psychanalyse en 1919.

## Biographie
Mira Gincburg naît dans une famille russo-polonaise juive à Łódź, où elle fait ses études secondaires, obtenant son diplôme de fin d'études en 1901. Elle fait ses études de médecine à l'université de Berne (1901) puis à Zurich (1903). Elle participe à la Révolution de 1905, puis revient à Zurich, où elle obtient son doctorat de médecine en 1906. Elle est ensuite assistante à la clinique psychiatrique du Burghölzli. Elle passe plusieurs années à Berlin et devient la première femme membre de l'Association psychanalytique de Berlin. Elle participe au congrès de l'Association psychanalytique internationale à Weimar en 1911, aux côtés de Carl Gustav Jung. Elle épouse Emil Oberholzer en 1913.
Elle participe à la fondation de la Société suisse de psychanalyse, aux côtés de son mari Emil Oberholzer qui en devient le président, d'Oskar Pfister, et de Hermann Rorschach qui est vice-président.
Mira et Emil Oberholzer émigrent aux États-Unis en mars 1938, avec leur fils Hermann, né en 1926, et s'installent à New York. Ils rejoignent la New York Psychoanalytic Society et Mira Oberholzer-Gincburg reprend une pratique privée d'analyste d'enfants. Elle meurt d'un cancer en 1949.